# Большая панда
Больша́я па́нда, или бамбу́ковый медве́дь (лат. Ailuropoda melanoleuca) — вид всеядных млекопитающих из семейства медвежьих (Ursidae) со своеобразной чёрно-белой окраской шерсти, обладающий некоторыми признаками енотов. Большие панды обитают в горных регионах центрального Китая: Сычуани, на юге Ганьсу и Шэньси. Со второй половины XX века панда стала чем-то вроде национальной эмблемы Китая. Китайское название (кит. упр. 熊猫, пиньинь xióngmāo) означает «медведь-кошка». Его западное имя происходит от малой панды. Раньше его также называли пятни́стым медве́дем (Ursus melanoleucus). Известны случаи нападений больших панд на человека.
В подотряде псообразных существует семейство пандовых, куда большая панда не входит.

## Внешний вид
Длина тела большой панды достигает 1,2-1,8 м, масса — 70-165 кг. Самцы крупнее самок по размеру (на 10 %) и по массе (на 20 %). В отличие от других медведей, панда имеет довольно длинный хвост (10-15 см). Тело массивное, покрытое густым белым мехом с чёрными пятнами вокруг глаз, чёрными ушами и чёрными лапами. Короткие толстые задние лапы имеют острые когти. На подошвах и в основании каждого пальца хорошо развиты голые подушечки, облегчающие удерживание гладких стеблей бамбука.
Большие панды имеют необычные передние лапы — с «большим пальцем» и пятью обычными пальцами; «большой палец», который на самом деле является видоизменённой сесамовидной костью запястья, позволяет ловко управляться даже с тонкими побегами бамбука. Биолог Стивен Джей Гулд посвятил происхождению этого «шестого пальца» статью «The Panda’s Thumb», ставшую заглавной для сборника его трудов по эволюции.
Аналогичная анатомическая особенность есть и у малой панды, несмотря на то, что этот вид в эволюционном плане довольно далеко отстоит от большой панды и относится к другому семейству. Учёные из Института генетики и биологии развития Китайской академии наук при содействии коллег из британского Института Сенгера провели исследование и пришли к выводу, что хотя большая и малая панды имеют отдалённого общего предка, жившего свыше 40 млн лет назад, «шестой палец» не унаследован ими от него, а появился значительно позднее. Каждый из двух видов независимо от другого обрёл это дополнение в ходе конвергентной эволюции: бамбуковая диета и потребность в удержании бамбуковых стеблей, видимо, и стали, по предположению исследователей, причинами, в силу которых закрепились генетические изменения, отразившиеся в общих анатомических чертах малой и большой панд.

## Распространение и среда обитания
Основной ареал большой панды ограничен восточными хребтами Сино-Тибетских гор: Миньшанем и Цюнлайшанем (включая его ответвление — горы Цзяцзиньшань). Южнее Цюнлайшаня ареал становится раздробленным. Он проходит между заснеженной горой Гунгашань и почитаемой буддистами горой Эмэйшань, оканчиваясь небольшим хребтом Сяосянлин (юго-западная часть хребта Сянлин).
Циньлинская разновидность бамбукового медведя обитает на западе одноимённого хребта, который к Сино-Тибетским горам не относится.
Большая панда постоянно живёт в диапазоне высот 1800—3200 м. Она предпочитает нижнюю полосу хвойных лесов. В поясе смешанных лесов её плотность идёт на спад. Она иногда поднимается выше границы леса до отметки 4100 м и спускается в пояс субтропических вечнозелёных лесов до высоты 1200 м.
В рационе большой панды преобладает бамбук из родов Bashania и Fargesia, который густо растёт в подлеске темнохвойных и смешанных лесов. Для выживания этого представителя семейства медвежьих требуется хотя бы два вида бамбука: раз в несколько десятилетий бамбук одного вида цветёт на больших площадях, после чего его старые стебли засыхают, а новые отрастают годами.
Ареал большой панды пересекается с центрами разнообразия фазановых и рододендрона. Тигр в местообитаниях бамбукового медведя был истреблён, а красный волк оказался на грани исчезновения. Для ареала большой панды и его ближайших окрестностей подтверждены рокселланов ринопитек, тибетский макак и малайский дикобраз. Из хищников засняты гималайский медведь, серый волк и лисица, снежный барс, леопард, бенгальская кошка и гималайская цивета. Литературные источники добавляют в этот список бурого медведя, дымчатого леопарда, рысь, кошку Темминка, манула и прочих. Что касается копытных, то в объективы видеокамер попали такин, голубой баран, гималайский горал, серау, кабарга Березовского, хохлатый олень, индийский замбар и кабан. Согласно литературным данным, здесь водятся архары, тибетские дзерены, мунтжаки, беломордые и благородные олени.
- Темнохвойный лес в заповеднике Хуанлун
- Эмэйшань. Заросли бамбука в снегу.
- Rhododendron rex растёт в подлеске с бамбуком[24]
- Алмазный фазан

## Образ жизни
Несмотря на то что панды относятся к отряду хищных, фактически они питаются почти исключительно (более чем на 99 %) бамбуком (любым из 25 видов, присутствующих в дикой среде обитания). В день взрослая панда съедает до 30 кг бамбука и побегов. Для защиты от бамбуковых щепок пищевод и желудок выстланы толстым слоем упругой слизистой ткани. Если в каком-либо месте после цветения погибает весь бамбук, то живущим там пандам грозит смерть от голода (подобные случаи отмечались в 1975 и 1983 годах). По мнению некоторых учёных, гиперзависимость панд от бамбука могла развиться относительно недавно — около 5000 лет назад. Изредка включают в свой рацион растения других видов. Кроме того, как и все медвежьи, панды всеядны: при доступности едят яйца, мелких птиц, зверьков, рыбу и некоторых насекомых, иногда — падаль. Животная пища для панд является дополнительным источником белка. В неволе, в зоопарках пандам обеспечивается бамбуковое питание; в рацион также включается специального состава печенье и другие диетические добавки.
У взрослых бамбуковых медведей мало врагов. Детёнышам угрожают снежные барсы и харзы. Большие панды конкурируют за пищу с красными пандами, китайскими бамбуковыми крысами (Rhizomys sinensis), гималайскими медведями и другими животными.
Ареал самцов шире, чем у самок, которые выбирают высокогорные леса на крутых склонах, обеспечивающих лучшие укрытия для рождения детей в зарослях бамбука. Летом панды взбираются на высоту до 4000 метров, чтобы избежать высокой температуры.
Панда активна в течение всего года, в зимнюю спячку не впадает, при этом каждый день на еду тратит до 12 часов. Может лазать по деревьям и спать на ветках, но обычно не делает этого.

## Размножение
Половой зрелости большие панды достигают в возрасте от 4 до 9 лет. Самец ищет пару с середины марта по май. В остальное время ведут одиночный образ жизни. Беременность длится от 95 до 160 дней. Рождается 1 или 2 детёныша. Детёныш весит от 90 до 130 граммов, что составляет около 1/800 массы матери, но в отличие от других новорождённых детёнышей медведей покрыт тонким слоем меха. Мать заботится только о первом новорождённом детёныше, бросая второго. Роды происходят примерно раз в два года. Медленное воспроизводство замедляет рост численности, что, вероятно, позволяет избежать конкуренции за пищевые ресурсы.
Размножение панд в неволе происходит крайне редко. До 2000 года большие панды в зоопарках не размножались.
В начале 2020 года было замечено спаривание двух панд спустя около 10 лет ожидания.
В апреле 2019 года в Московский зоопарк привезли из Китая самку панды Диндин, которая родилась 30 июля 2017 года, и самца Жуи, он родился 31 июля 2016 года. Животных содержали раздельно, пока они не достигли половой зрелости. Весной 2023 их поместили в один вольер, на удивление панды понравились друг другу. В августе 2023 года первый в России детёныш большой панды появился на свет после спаривания естественным путём. Так как панды ведут одиночный образ жизни, Жуи живёт отдельно.

## Систематика
Долгие годы точная таксономическая классификация панд была предметом дебатов у учёных — и большая, и малая панды имеют признаки как медвежьих, так и енотовых. В конце XIX века учёные исследовали четыре шкуры большой панды и решили, что большая панда — это древний представитель медвежьих, чуть ли не предок современных медведей. В 1936 году американский специалист по сравнительной анатомии животных профессор Вильям Грегори после тщательного анализа нашёл у большой панды много анатомических признаков, свойственных американским енотам-полоскунам, и пришёл к выводу, что большая панда — это гигантский енот. Наконец генетические тесты доказали, что большая панда в действительности является медведем, а её ближайшим родственником является очковый медведь, живущий в Южной Америке. Малая панда образует собственное семейство пандовые (Ailuridae), которое вместе с семействами енотовых, скунсовых и куньих образует надсемейство куницеподобных (Musteloidea).
Выделяют 2 подвида:
- A. m. melanoleuca встречается в провинции Сычуань и обладает типичной чёрно-белой окраской.
- A. m. qinlingensis Wan, Wu & Fang, 2005. Ареал ограничивается горами Циньлин (в честь которых подвид и получил латинское название) в провинции Шэньси. Обитает на высотах 1300-3000 м над уровнем моря. Отличается от номинативного подвида более мелкими размерами, коричневой и светло-коричневой окраской (вместо чёрной у номинативного подвида) тёмных участков тела. Популяция была выявлена в 1960-х годах, но описана в качестве самостоятельного подвида только в 2005 году.

## Охрана
Большая панда является уязвимым видом. До 2017 года считалась исчезающим видом, характеризующимся постоянно уменьшающимся размером популяции и низким уровнем рождаемости как в дикой природе, так и при содержании в неволе. Учёные предполагают, что в дикой природе осталось около 2060 особей. Большая панда является символом Всемирного фонда дикой природы (WWF).
70 % местообитаний бамбукового медведя и 88 % его популяции охвачено Национальным парком большой панды. На его территории находится природный объект Всемирного наследия ЮНЕСКО Резерваты большой панды, а также ряд других охраняемых и живописных мест.
Впервые большая панда стала известна на Западе в 1869 году благодаря французскому миссионеру Арману Давиду. Большие панды вскоре стали любимцами публики благодаря их схожести с плюшевыми медведями. Также свою лепту в создавшийся невинный облик живой мягкой игрушки внёс тот факт, что панды являются практически вегетарианцами и питаются в основном бамбуком. Хотя это не означает, что панда не способна дать достойный отпор при нападении на неё.
Аренда больших панд зоопарками США и Японии была важной частью китайской дипломатии в 1970-е, она была одним из первых проявлений культурного обмена между Китаем и Западом. Однако первый случай передачи панды в дипломатических целях относится ещё ко времени правления династии Тан, когда императрица У Цзэтянь подарила пару панд японскому монарху.
В 1950—1980-е годы Китай неоднократно дарил панд дружественным странам в дипломатических целях. В период с 1952 по 1982 годы 23 медведя были переданы в качестве государственных подарков СССР, Великобритании, Германии, Испании, КНДР, Мексике, США, Франции и Японии. В 1957 и 1959 годах в дар Советскому Союзу от КНР были переданы два медведя — Пин-Пин и Ань-Ань, чьё изображение было напечатано на юбилейной марке, посвящённой 100-летию Московского зоопарка. Следующая возможность увидеть панд появилась у жителей и гостей российской столицы в 2001 году во время проведения Дней Пекина в Москве, когда в Россию на два месяца прибыли самка Вэн-Вэн и самец Бэн-Бэн. В 2019 году Китай передал в аренду для показа в Московском зоопарке двух молодых панд — Жуи и Диндин. Это событие приурочено к празднованию 70-летия установления дипломатических отношений двух стран. В августе 2023 года в Московском зоопарке Диндин родила первого в истории России детёныша большой панды, которого по результатам голосования на портале «Активный гражданин» назвали Катюшей.
Начиная с 1984 года панд перестали дарить в дипломатических целях. Вместо этого Китай предлагает панд другим странам в 10-летнюю аренду. Стандартные условия аренды включают арендную плату в 1 млн долларов США в год и предоставление гарантий, что все родившиеся в период аренды медвежата являются собственностью КНР.
В мае 2005 года правительство КНР предложило подарить властям Тайваня пару панд, которые впоследствии получили имена Туань-Туань и Юань-Юань (вместе они составляют слово, обозначающее «воссоединение»). Однако тайваньский президент Чэнь Шуйбянь отказался принимать подарок, и панды прибыли на остров только после возвращения к власти Гоминьдана в 2008 году.
Благодаря некоторому росту численности популяции панд Международный союз охраны природы и природных ресурсов в 2016 году изменил охранный статус вида с «находящегося под угрозой» на «находящийся в уязвимом положении».
В КНР предусмотрена смертная казнь за убийство панды.

## В филателии
- Почтовая марка России, 1993 год
- Большая панда. Миниатюра почты СССР 1964 года

### Панды в зоопарках
- Московский зоопарк (c 2019 г.).  В Московском зоопарке родился первый в истории России детеныш большой панды (2023 г.) (пол детёныша — женский[1])
- Национальный зоопарк США.
- Зоопарк Атланты.
- Зоопарк Сан-Диего.
- Зоопарк Мемфиса.
- Зоопарк Вены.
- Шанхайский зоопарк.
- Парк развлечений Everland, Южная Корея.
- Зоопарк Эдинбурга (Шотландия).
- Зоопарк Торонто (Канада).
- Зоопарк Берлина. Дата обращения: 1 января 2018. Архивировано из оригинала 7 мая 2020 года.
- Тайбэйский зоопарк
- Национальный зоопарк Zoo Negara (Куала-Лумпур)

### Панды в природе
- Большая панда в естественной среде обитания (англ.). siwild.si.edu. — Фотографии, сделанные в рамках проекта WILD, курируемого Смитсоновским институтом. Дата обращения: 1 января 2013.

1. ↑  Russian.news.cn. Дата обращения: 27 сентября 2023. Архивировано 27 сентября 2023 года.